# Индукционный нагрев

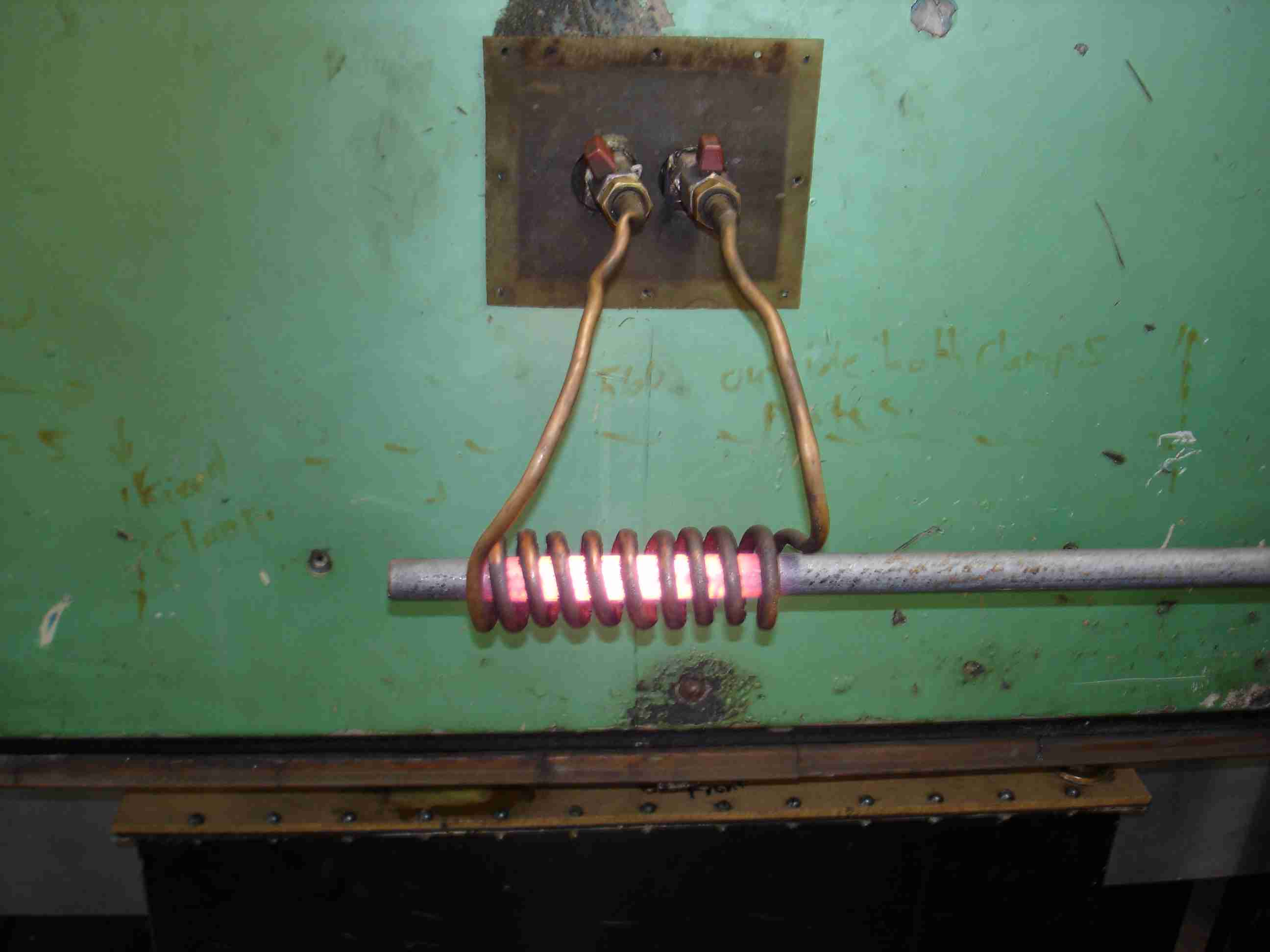
Индукционный нагрев металлического стержня диаметром 25 мм с использованием установки мощностью 15 кВт, работающей на частоте 450 кГц

Индукцио́нный нагре́в — метод бесконтактного нагрева электропроводящих материалов токами высокой частоты и большой величины.

## История индукционного нагрева
Открытие электромагнитной индукции в 1831 году принадлежит Майклу Фарадею. При движении проводника в поле магнита в нём наводится ЭДС, так же как при движении магнита, силовые линии которого пересекают проводящий контур. Ток в контуре называется индукционным. На законе электромагнитной индукции основаны изобретения множества устройств, в том числе определяющих — генераторов и трансформаторов, вырабатывающих и распределяющих электрическую энергию, что является фундаментальной основой всей электротехнической промышленности.
В 1841 году Джеймс Джоуль (и независимо от него Эмиль Ленц) сформулировал количественную оценку теплового действия электрического тока: «Мощность тепла, выделяемого в единице объёма среды при протекании электрического тока, пропорциональна произведению плотности электрического тока на величину напряженности электрического поля» (закон Джоуля — Ленца). Тепловое действие индуцированного тока породило поиски устройств бесконтактного нагрева металлов. Первые опыты по нагреву стали с использованием индукционного тока были сделаны Е. Колби в США.
Первая успешно работающая т. н. канальная индукционная печь для плавки стали была построена в 1900 году на фирме «Benedicks Bultfabrik» в городе Йюсинг в Швеции. В респектабельном журнале того времени «THE ENGINEER» 8 июля 1904 г. появилась знаменитая публикация, где шведский изобретатель инженер Фредерик Челлин рассказывает о своей разработке. Печь питалась от однофазного трансформатора. Плавка осуществлялась в тигле в виде кольца, металл, находящийся в нём, представлял вторичную обмотку трансформатора, питающегося током 50-60 Гц.
Первая печь мощностью 78 кВт была запущена в эксплуатацию 18 марта 1900 года и оказалась весьма неэкономичной, поскольку производительность плавки составляла всего 270 кг стали в сутки. Следующая печь была изготовлена в ноябре того же года мощностью 58 кВт и ёмкостью 100 кг по стали. Печь показала высокую экономичность, производительность плавки составила от 600 до 700 кг стали в сутки. Однако износ футеровки от тепловых колебаний оказался на недопустимом уровне, частые замены футеровки снижали итоговую экономичность.
Изобретатель пришёл к выводу, что для максимальной производительности плавки необходимо при сливе оставлять значительную часть расплава, что позволяет избежать многих проблем, в том числе износа футеровки. Такой способ выплавки стали с остатком, который стали называть «болото», сохранился до сих пор в некоторых производствах, где применяются печи большой ёмкости.
В мае 1902 года была введена в эксплуатацию значительно усовершенствованная печь ёмкостью 1800 кг, слив составлял 1000—1100 кг, остаток 700—800 кг, мощность 165 кВт, производительность плавки стали могла доходить до 4100 кг в сутки. Такой результат по потреблению энергии 970 кВт⋅ч/т впечатляет своей экономичностью, которая мало уступает современной производительности порядка 650 кВт⋅ч/т. По расчётам изобретателя из потребляемой мощности 165 кВт в потери уходило 87,5 кВт, полезная тепловая мощность составила 77,5 кВт, получен весьма высокий полный КПД, равный 47 %. Экономичность объясняется кольцевой конструкцией тигля, что позволило сделать многовитковый индуктор с малым током и высоким напряжением — 3000 В. Современные печи с цилиндрическим тиглем значительно компактнее, требуют меньших капитальных вложений, проще в эксплуатации, оснащены многими усовершенствованиями за сотню лет своего развития, однако КПД повышен несущественно. Правда, изобретатель в своей публикации игнорировал тот факт, что плата за электроэнергию осуществляется не за активную мощность, а за полную, которая при частоте 50-60 Гц примерно вдвое выше активной мощности. А в современных печах реактивная мощность компенсируется конденсаторной батареей.
Своим изобретением инженер Фредерик Челлин положил начало развития промышленных канальных печей для плавки цветных металлов и стали в индустриальных странах Европы и в Америке. Переход от канальных печей 50-60 Гц к современным высокочастотным тигельным длился с 1900 по 1940 г.

## Принцип действия
Индукционный нагрев — это нагревание материалов электрическими токами, которые индуцируются переменным магнитным полем. Следовательно — это нагрев изделий из проводящих материалов (проводников) магнитным полем индукторов (источников переменного магнитного поля).
Индукционный нагрев проводится следующим образом. Электропроводящая (металлическая, графитовая) заготовка помещается в так называемый индуктор, представляющий собой один или несколько витков провода (чаще всего медного). В индукторе с помощью специального генератора наводятся мощные токи различной частоты (от десятка Герц до нескольких Мегагерц), в результате чего вокруг индуктора возникает электромагнитное поле. Электромагнитное поле наводит в заготовке вихревые токи. Вихревые токи разогревают заготовку под действием джоулева тепла.
Система «индуктор-заготовка» представляет собой бессердечниковый трансформатор, в котором индуктор является первичной обмоткой. Заготовка является как бы вторичной обмоткой, замкнутой накоротко. Магнитный поток между обмотками замыкается по воздуху.
На высокой частоте вихревые токи вытесняются образованным ими же магнитным полем в тонкие поверхностные слои заготовки Δ (скин-эффект), в результате чего их плотность резко возрастает и заготовка разогревается. Нижерасположенные слои металла прогреваются за счёт теплопроводности. Важен не ток, а большая плотность тока. В скин-слое Δ плотность тока увеличивается в e раз относительно плотности тока в заготовке, при этом в скин-слое выделяется 86,4 % тепла от общего тепловыделения. Глубина скин-слоя зависит от частоты излучения: чем выше частота, тем тоньше скин-слой. Также она зависит от относительной магнитной проницаемости μ материала заготовки.
Для железа, кобальта, никеля и магнитных сплавов при температуре ниже точки Кюри μ имеет величину от нескольких сотен до десятков тысяч. Для остальных материалов (расплавы, цветные металлы, жидкие легкоплавкие эвтектики, графит, электропроводящая керамика и т. д.) μ примерно равна единице.
Формула для вычисления глубины скин-слоя в мм:
{\displaystyle \Delta =10^{3}{\sqrt {\frac {\rho }{\mu \pi f}}}},
где ρ — удельное электрическое сопротивление материала заготовки при температуре обработки, Ом·м, f — частота электромагнитного поля, генерируемого индуктором, Гц.
Например, при частоте 2 МГц глубина скин-слоя для меди около 0,047 мм, для железа ≈ 0,0001 мм.
Индуктор сильно нагревается во время работы, так как сам поглощает собственное излучение. К тому же он поглощает тепловое излучение от раскалённой заготовки. Делают индукторы из медных трубок, охлаждаемых водой. Вода подаётся отсасыванием — этим обеспечивается безопасность в случае прожога или иной разгерметизации индуктора.

## Применение

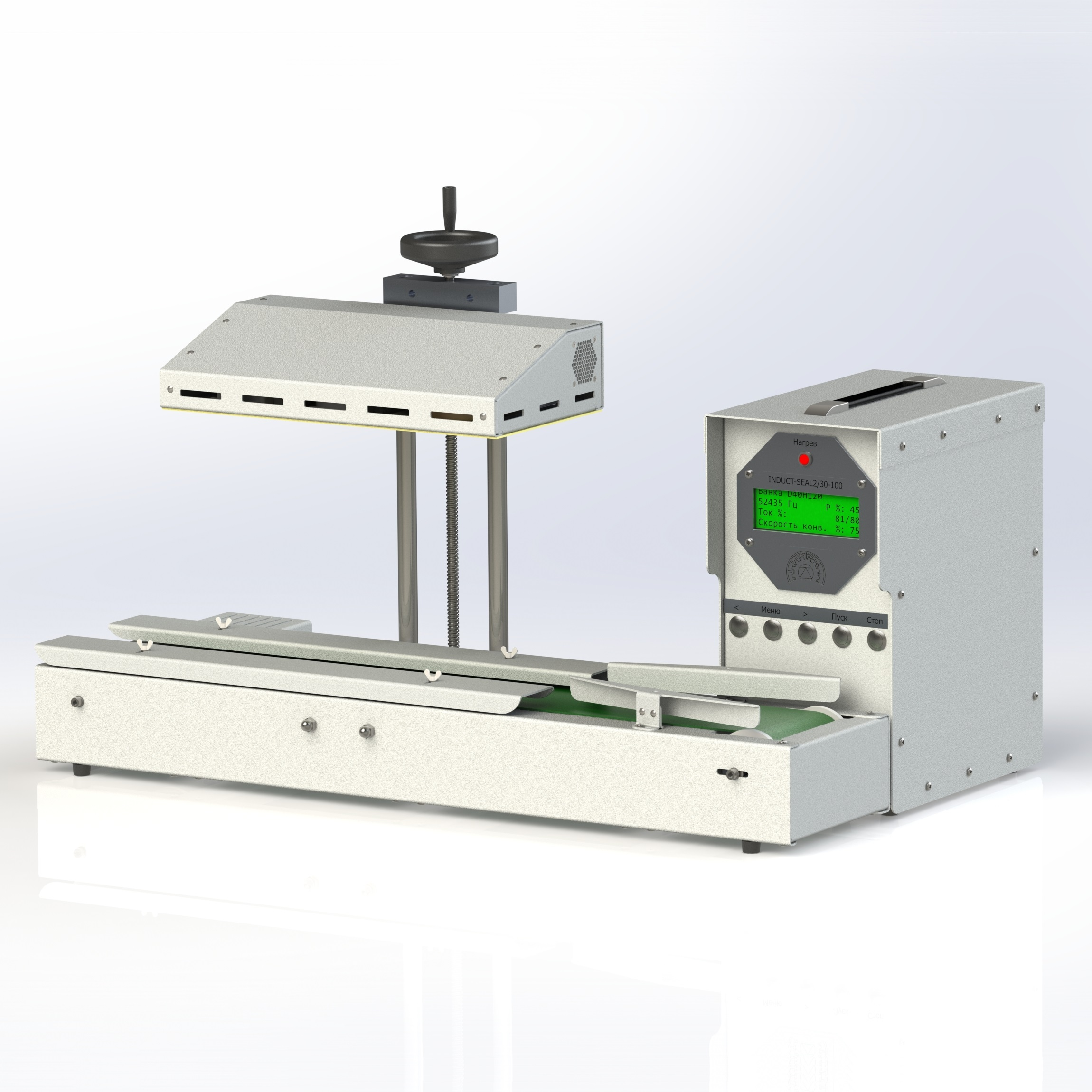
Пример установки индукционной запайки фольгой

- Приготовление пищи (индукционные плиты)
- Сверхчистая бесконтактная плавка, пайка и сварка металла.
- Получение опытных образцов сплавов.
- Гибка и термообработка деталей машин.
- Ювелирное дело.
- Обработка мелких деталей, которые могут повредиться при газопламенном или дуговом нагреве.
- Поверхностная закалка.
- Закалка и термообработка деталей сложной формы.
- Обеззараживание медицинского инструмента.
- Распыление геттера и прогрев (активация и тренировка) катода в процессе производства вакуумных электронных приборов.
- Индукционная запайка фольгой стеклянной и пластиковой тары.

## Преимущества
- Высокоскоростной разогрев или плавление любого электропроводящего материала.
- Возможен нагрев в атмосфере защитного газа, в окислительной (или восстановительной) среде, в жидкости, в вакууме.
- Нагрев через стенки защитной камеры, изготовленной из стекла, цемента, пластмасс, дерева — эти материалы очень слабо поглощают электромагнитное излучение и остаются холодными при работе установки. Нагревается только электропроводящий материал — металл (в том числе расплавленный), углерод, проводящая керамика, жидкие металлы и т. п. Например, внутренности радиолампы можно прогревать для обезгаживания прямо через стеклянную колбу. Электролиты (растворы солей) невозможно нагревать индукционным нагревом, так как ионы, в отличие от электронов, обладают большой массой и малой подвижностью.
- За счёт возникающих МГД-усилий происходит интенсивное перемешивание жидкого металла, вплоть до удержания его в подвешенном состоянии в воздухе или защитном газе — так получают сверхчистые сплавы в небольших количествах (левитационная плавка, плавка в электромагнитном тигеле).
- Поскольку разогрев ведётся посредством электромагнитного излучения, отсутствует загрязнение заготовки продуктами горения факела в случае газопламенного нагрева или материалом электрода в случае дугового нагрева. Помещение образцов в атмосферу инертного газа и высокая скорость нагрева позволят ликвидировать окалинообразование.
- Нет загрязнения воздуха, так как отсутствуют продукты горения. Небольшие установки индукционного нагрева можно эксплуатировать в замкнутом и плохо проветриваемом помещении, не оборудованном специальными средствами вентиляции и вытяжками (гаражи, небольшие домашние мастерские, подвалы).
- Удобство эксплуатации за счёт небольшого размера индуктора.
- Индуктор можно изготовить особой формы — это позволит равномерно прогревать по всей поверхности детали сложной конфигурации, не приводя к их короблению или локальному непрогреву.
- Легко провести местный и избирательный нагрев.
- Так как наиболее интенсивно разогрев идет в тонких верхних слоях заготовки, а нижележащие слои прогреваются более медленно за счёт теплопроводности, метод является идеальным для проведения поверхностной закалки деталей (сердцевина детали при этом остаётся вязкой).
- Лёгкая автоматизация оборудования и конвейерных производственных линий. Простота управления циклами нагрева и охлаждения. Простая регулировка и удерживание температуры, стабилизация мощности, подача и съём заготовок.

## Недостатки
- Повышенная сложность оборудования, необходим квалифицированный персонал для проектирования установок, их настройки и ремонта.
- При плохом согласовании индуктора с заготовкой требуется бо́льшая мощность на нагрев, чем в случае применения для той же задачи ТЭНов, электрических дуг и электронагревательных спиралей.
- Требуется мощный источник электроэнергии для питания установки индукционного нагрева, а также насос и бак с охлаждающей жидкостью для охлаждения индуктора (чиллер), которые в полевых условиях могут отсутствовать. В этом случае применение, например, газовых горелок с портативными газовыми баллонами более оправдано.
- Несмотря на небольшие размеры индуктора, агрегат индукционного нагрева в целом достаточно громоздок и маломобилен и больше подходит для стационарной установки в помещении, чем для выездных работ.

## Левитационная плавка (плавка во взвешенном состоянии, плавка в электромагнитном тигле)
Переменный ток в индукторе порождает ток противоположного направления в заготовке. Область заготовки вблизи индуктора можно рассматривать как «виток» проводника с током. Токи, протекающие в противоположных направлениях, отталкиваются по закону Ампера. Таким образом, заготовка отталкивается от индуктора (электромагнитное дутьё).
Для подвешивания электропроводящей заготовки применяют индукторы специальных конструкций, обычно выполненных в виде конуса с противовитком. Электромагнитное поле в подобном индукторе сильнее снизу и по бокам, образуя потенциальную яму, удерживающую заготовку от движения вниз и вбок.
Одновременно с левитацией осуществляется интенсивный разогрев заготовки, что позволяет осуществлять плавку без контакта с тиглем и без загрязнения пробы материалом тигля. Данный метод применяется, например, для получения сверхчистых образцов сплавов.

## Устройства индукционного нагрева

### Генераторы индукционных токов
Нагревательный индуктор представляет собой катушку индуктивности, входящую в состав рабочего колебательного контура с компенсирующей конденсаторной батареей. Раскачку контура осуществляют либо с помощью электронных ламп, либо с помощью полупроводниковых электронных ключей. На установках с рабочей частотой до 300 кГц используют инверторы на IGBT-сборках или MOSFET-транзисторах. Такие установки предназначены для разогрева крупных деталей. Для разогрева мелких деталей используются высокие частоты (до 5 МГц, диапазон средних и коротких волн), установки высокой частоты строятся на электронных лампах.
Также для разогрева мелких деталей строятся установки повышенной частоты на полевых МОП-транзисторах на рабочие частоты до 1,7 МГц. Управление транзисторами и их защита на повышенных частотах представляет определённые трудности, поэтому установки повышенной частоты пока ещё достаточно дороги.
Индуктор для нагрева мелких деталей имеет небольшие размеры и небольшую индуктивность, что приводит к уменьшению добротности рабочего колебательного контура на низких частотах и снижению КПД, а также представляет опасность для задающего генератора (на низких частотах индуктивное сопротивление индуктора (катушки колебательного контура) мало, и возникает короткое замыкание по катушке (индуктору). Добротность колебательного контура пропорциональна L/C, колебательный контур с низкой добротностью очень плохо «накачивается» энергией. Для повышения добротности колебательного контура используют два пути:
1. Повышение рабочей частоты, что приводит к усложнению и удорожанию установки;
2. Применение ферромагнитных вставок в индукторе; обклеивание индуктора панельками из ферромагнитного материала.

Так как наиболее эффективно индуктор работает на высоких частотах, промышленное применение индукционный нагрев получил после разработки и начала производства мощных генераторных ламп. До первой мировой войны индукционный нагрев имел ограниченное применение. В качестве генераторов тогда использовали машинные генераторы повышенной частоты (работы В. П. Вологдина) или искровые разрядные установки.
Схема генератора может быть в принципе любой (мультивибратор, RC-генератор, генератор с независимым возбуждением, различные релаксационные генераторы), работающей на нагрузку в виде катушки-индуктора и обладающей достаточной мощностью. Необходимо также, чтобы частота колебаний была достаточно высока.
Например, чтобы «перерезать» за несколько секунд стальную проволоку диаметром 4 мм, необходима колебательная мощность не менее 2 кВт при частоте не менее 300 кГц.
Выбирают схему по следующим критериям: надёжность; стабильность колебаний; стабильность выделяемой в заготовке мощности; простота изготовления; удобство настройки; минимальное количество деталей для уменьшения стоимости; применение деталей, в сумме дающих уменьшение массы и габаритов, и др.
На протяжении многих десятилетий в качестве генератора высокочастотных колебаний применялась индуктивная трёхточка (генератор Хартли, генератор с автотрансформаторной обратной связью, схема на индуктивном делителе контурного напряжения). Это самовозбуждающаяся схема параллельного питания анода и частотно-избирательной цепью, выполненной на колебательном контуре. Она успешно использовалась и продолжает использоваться в лабораториях, ювелирных мастерских, на промышленных предприятиях, а также в любительской практике. К примеру, во время второй мировой войны на таких установках проводили поверхностную закалку катков танка Т-34.
Недостатки трёхточки:
1. Низкий КПД (менее 40 % при применении лампы);
2. Сильное отклонение частоты в момент нагрева заготовок из магнитных материалов выше точки Кюри (≈700 °С) (изменяется μ), что изменяет глубину скин-слоя и непредсказуемо изменяет режим термообработки. При термообработке ответственных деталей это может быть недопустимо. Также мощные ТВЧ-установки должны работать в узком диапазоне разрешённых «Роскомнадзором» частот, поскольку при плохом экранировании являются фактически радиопередатчиками и могут оказывать помехи телерадиовещанию, береговым и спасательным службам;
3. При смене заготовок (например, более мелкой на более крупную) изменяется индуктивность системы «индуктор — заготовка», что также приводит к изменению частоты и глубины скин-слоя;
4. При смене одновитковых индукторов на многовитковые, на более крупные или более малогабаритные, частота также изменяется.

Под руководством Бабата, Лозинского и других учёных были разработаны двух- и трёхконтурные схемы генераторов, имеющих более высокий КПД (до 70 %), а также лучше удерживающие рабочую частоту. Принцип их действия состоит в следующем. За счёт применения связанных контуров и ослабления связи между ними, изменение индуктивности рабочего контура не влечёт сильного изменения частоты частотозадающего контура. По такому же принципу конструируются радиопередатчики.
Недостаток многоконтурных систем — повышенная сложность и возникновение паразитных колебаний УКВ-диапазона, которые бесполезно рассеивают мощность и выводят из строя элементы установки. Также такие установки склонны к затягиванию колебаний — самопроизвольному переходу генератора с одной из резонансных частот на другую.
Современные ТВЧ-генераторы — это инверторы на IGBT-сборках или мощных МОП-транзисторах, обычно выполненные по схеме мостового или полумостовго выпрямителя. Работают на частотах до 500 кГц. Затворы транзисторов открываются с помощью микроконтроллерной системы управления. Система управления в зависимости от поставленной задачи позволяет автоматически удерживать:
1. постоянную частоту;
2. постоянную мощность, выделяемую в заготовке;
3. максимально высокий КПД.

Например, при нагреве магнитного материала выше точки Кюри толщина скин-слоя резко увеличивается, плотность тока падает, и заготовка начинает греться хуже. Также пропадают магнитные свойства материала и прекращается процесс перемагничивания — заготовка начинает греться хуже.
При конструировании установок ИН важной проблемой является подбор IGBT или МОП-транзисторов по частоте. Если транзистор работает в схеме Н-моста или полумоста и не рассчитан на работу на высокой частоте, он не успеет вовремя закрыться и произойдет его разрушение сквозными токами. Современные мощные IGBT-транзисторы (на 2023 год) работают на частотах несколько десятков кГц; МОП-транзисторы до 200 кГц. Если необходима более высокая частота, возможно включение нескольких маломощных высокочастотных МОП-транзисторов в параллель или использование радиоламп.

## Проблема индукционного нагрева заготовок из магнитных материалов
Если инвертор для индукционного нагрева не является автогенератором, не имеет схемы автоподстройки частоты (ФАПЧ) и работает от внешнего задающего генератора (на частоте, близкой к резонансной частоте колебательного контура «индуктор — компенсирующая батарея конденсаторов»). В момент внесения заготовки из магнитного материала в индуктор (если размеры заготовки достаточно крупны и соизмеримы с размерами индуктора), индуктивность индуктора резко увеличивается, что приводит к скачкообразному уменьшению собственной резонансной частоты колебательного контура и отклонению её от частоты задающего генератора. Контур выходит из резонанса с задающим генератором, что приводит к увеличению его сопротивления и скачкообразному уменьшению передаваемой в заготовку мощности. Если мощность установки регулируется внешним источником питания, то естественной реакцией оператора является увеличить напряжение питания установки. При разогреве заготовки до точки Кюри, её магнитные свойства исчезают, собственная частота колебательного контура возвращается обратно к частоте задающего генератора. Сопротивление контура резко уменьшается, резко возрастает потребляемый ток. Если установка не имеет скоростной защиты по току и оператор не успеет снять повышенное напряжение питания, то силовые ключи установки перегреваются и выходят из строя.
Если установка оборудована автоматической системой управления, то система управления должна отслеживать переход через точку Кюри и автоматически уменьшать частоту задающего генератора, подстраивая его в резонанс с колебательным контуром (либо уменьшать подаваемую мощность, если изменение частоты недопустимо).
Нагрев немагнитных материалов хоть слабее, но также сдвигает резонансную частоту. Например, внесение в индуктор заготовки из меди сдвигает резонансную частоту вверх, так как медь, являясь диамагнетиком, не увеличивает, а уменьшает индуктивность индуктора. Алюминиевые заготовки, являясь парамагнетиками, увеличивают индуктивность индуктора и уменьшают резонансную частоту, но заметно меньше ферромагнитных заготовок.
Если размеры заготовки много меньше размеров индуктора, то она не сильно сдвигает резонанс рабочего контура при внесении в индуктор, и допустима работа без ФАПЧ.
Если заготовка стационарно закреплена в индукторе и не происходит ее плавления или разогрева выше точки Кюри (например, в системах индукционного нагрева воды), также допустима работа без ФАПЧ.
ФАПЧ работает следующим образом. ФАПЧ-генератор отслеживает фазы напряжения и тока в индукторе или согласующем трансформаторе. Напряжение и ток должны одновременно проходить через ноль (активная нагрузка). Если происходит увеличение сдвига фаз между током и напряжением, это свидетельствует об отклонении собственной частоты колебательного контура от частоты ФАПЧ-генератора. ФАПЧ-генератор увеличивает или уменьшает свою частоту, добиваясь того, чтобы напряжение и ток снова проходили через ноль одновременно.

### Индукционные плиты
Индукционная плита — кухонная электрическая плита, разогревающая металлическую посуду индуцированными вихревыми токами, создаваемыми высокочастотным магнитным полем, частотой 20-100 кГц.
Такая плита обладает большим КПД по сравнению с ТЭН электроплитками, так как меньше тепла уходит на нагрев корпуса, а кроме того отсутствует период разгона и остывания (когда зря тратится выработанная, но не поглощенная посудой энергия).

### Индукционные плавильные печи
Индукционные (бесконтактные) плавильные печи — электрические печи для расплавления и перегрева металлов, в которых нагрев происходит за счет вихревых токов, возникающих в металлическом тигеле (и металле), либо только в металле (если тигель изготовлен не из металла; такой способ нагрева более эффективен, если тигель плохо теплоизолирован).
Применяется в литейных цехах металлургических заводов, а также в цехах точного литья и ремонтных цехах машиностроительных заводов для получения стальных отливок высокого качества. Возможна плавка цветных металлов (бронзы, латуни, алюминия) и их сплавов в графитовом тигле. Индукционная печь работает по принципу трансформатора, у которого первичной обмоткой является водоохлаждаемый индуктор, вторичной и одновременно нагрузкой — находящийся в тигле металл. Нагрев и расплавление металла происходят за счёт протекающих в нём токов, которые возникают под действием электромагнитного поля, создаваемого индуктором.

## Замечания
- Индуктор по возможности необходимо располагать как можно ближе к заготовке. Это не только увеличивает плотность электромагнитного поля вблизи заготовки (пропорционально квадрату расстояния), но и увеличивает коэффициент мощности {\displaystyle \operatorname {cos} \varphi }.
- Увеличение частоты резко уменьшает коэффициент мощности (пропорционально кубу частоты).
- При нагреве магнитных материалов дополнительное тепло также выделяется за счет перемагничивания, их нагрев идёт намного эффективнее (до точки Кюри).
- При расчёте индуктора необходимо учитывать индуктивность подводящих к индуктору шин, которая может быть намного больше индуктивности самого индуктора (если индуктор выполнен в виде одного витка небольшого диаметра или даже части витка — дуги).
- Иногда в качестве генератора высокой частоты использовали списанные мощные радиопередатчики, где антенный контур заменяли на нагревательный индуктор.
- Индукционный нагрев можно проводить в воде, даже солёной. Так как ионы растворённых в воде солей тяжёлые и обладают большой инерционностью, высокочастотное электромагнитное поле не может их «раскачать» и загрязнённая вода не нагревается.